# خی ذات‌الکرسی
خی ذات‌الکرسی یک ستاره است که در صورت فلکی ذات‌الکرسی قرار دارد.